# Hypobletus frater
Hypobletus frater är en skalbaggsart som först beskrevs av Schmidt 1895.  Hypobletus frater ingår i släktet Hypobletus och familjen stumpbaggar. Inga underarter finns listade i Catalogue of Life.